# Schoenicola
Schoenicola är ett litet fågelsläkte i familjen gräsfåglar inom ordningen tättingar. Släktet omfattar traditionellt två arter som förekommer dels i Afrika söder om Sahara, dels i sydvästra Indien:
- Solfjädersgräsfågel (S. brevirostris, tidigare kallad afrikansk gräsfågel)
- Indisk gräsfågel (S. platyurus)

DNA-studier från 2018 visar dock förvånande nog att artera trots sin likhet inte är varandras närmaste släktingar och att systerart till indisk gräsfågel istället är borstgräsfågeln i Chaetornis, även den en indisk art. Författarna till studien rekommenderar därför att solfjädersgräsfågel lyfts ut till ett eget släkte, Cratiscus, medan borstgräsfågeln istället lyfts in i Schoenicola.